# Mosler MT900
Der Mosler MT900 ist ein US-amerikanischer Supersportwagen, der von Mosler Automotive produziert wurde. Entwickelt wurde der Wagen von Rod Trenne, der zuvor hauptsächlich an der Corvette C5 gearbeitet hatte, finanziert wurde der Prozess von Warren Mosler.

## Beschreibung

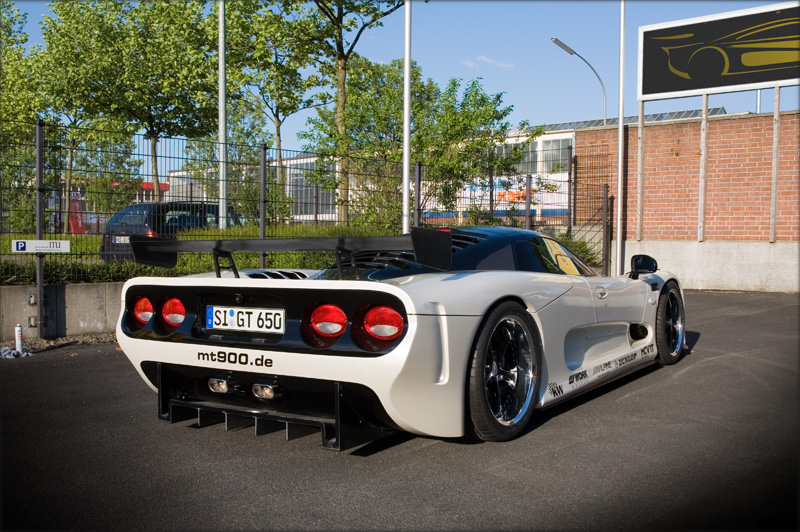
Heckansicht

Der Mosler MT900 wird auch in Zusammenarbeit von Rennteams und Mosler Automotive in England gebaut. Auf dieser Basis entstand mit Mosler Deutschland und anderen Motorsportpartnern (z. B. BBS oder Recaro) der MT900 GTR, eine Straßenversion des Rennwagens MT900.
Der Mosler MT900 gewann die FIA-GT-Meisterschaft in Großbritannien und Spanien 2003.

## Technik
Der MT900 GTR erfüllte alle europäischen Crashtest- und Emissionsrichtlinien. Die Karosserie besteht komplett aus kohlenstofffaserverstärktem Kunststoff (CFK), das Chassis und die Fahrgastzelle sind als Sandwich-Wabenkern-Konstruktion aus CFK ausgeführt und wiegen zusammen ca. 90 kg. Auch der Heckflügel und das Interieur sind aus CFK.
Angetrieben wird der Wagen von einem GM-V8-Mittelmotor, der auch in der Corvette benutzt wird. Die Leistungsstufe des Basismodells beginnt bei 350 PS aus 5,7 Liter aus dem LS1-Motor der Corvette C5. Das am stärksten motorisierte Modell (Stand 2010) hatte 376 kW/512 PS und konnte bis zu 441 kW/600 PS ausgebaut werden. Der 7,0-l-LS7-Motor stammt aus der Corvette C6 Z06.
Der Sportwagen wurde mit einem 6-Gang-Getriebe von Getrag ausgeliefert oder auf Wunsch mit einem sequentiellen 6-Gang-Getriebe von Hewland.
Das Leergewicht des Fahrzeugs liegt abhängig von Version und Ausstattung bei ca. 950–1250 kg vollgetankt.
Die Beschleunigung liegt je nach Motor bei 3,1–3,9 s von 0–100 km/h, die Höchstgeschwindigkeit liegt bei bis zu 340 km/h.

## Versionen
- Mosler MT 900
- Mosler MT 900 R
- Mosler MT 900 GT
- Mosler MT 900 GTR
- Mosler MT 900 GT3
- Mosler Super GT

## Technische Daten
|                            | MT 900 GTR                    | MT 900 GTR Track Performance  |
| Motorkenndaten             |                               |                               |
| Motortyp                   | V8-Ottomotor                  | V8-Ottomotor                  |
| Motoraufladung             | —                             | —                             |
| Hubraum                    | 7011 cm³                      | 7011 cm³                      |
| max. Leistung bei min−1    | 376 kW (512 PS) / 6400        | 449 kW (610 PS) / 6400        |
| max. Drehmoment bei min−1  | 637 Nm / 4900                 | 750 Nm / 4900                 |
| Kraftübertragung           |                               |                               |
| Getriebe, serienmäßig      | 6-Gang-Schaltgetriebe         | 6-Gang-Schaltgetriebe         |
| Getriebe, optional         | sequentielles 6-Gang-Getriebe | sequentielles 6-Gang-Getriebe |
| Messwerte                  |                               |                               |
| Höchstgeschwindigkeit      | 330 km/h (abgeregelt)         | 330 km/h (abgeregelt)         |
| Beschleunigung, 0–100 km/h | 3,9 s                         | 3,4 s                         |
| Beschleunigung, 0–200 km/h | 10,9 s                        | 9,5 s                         |
| Leergewicht                | 1250 kg                       | 1150 kg                       |